# Giuseppe Lorenzo
Giuseppe Lorenzo (Catanzaro, 4 gennaio 1964) è un ex calciatore e allenatore di calcio italiano, di ruolo attaccante.

## Carriera
Debutta molto giovane in Serie A con il Catanzaro, che dopo averlo dato in prestito per un anno al Cesenatico in Interregionale (dove segna 22 reti, in coppia con Dal Monte che ne fa 17, contribuendo alla promozione dei romagnoli in C2 e conquistando la vetta della classifica marcatori seguito solo dal suo compagno di reparto), lo riporta in Calabria facendogli disputare una stagione in Serie B e una in C1, dove con 18 gol conquista la classifica cannonieri e contribuisce alla promozione del Catanzaro in serie cadetta.
Nel 1985 si accasa alla Sampdoria dove gioca due stagioni in Serie A e perde una finale di Coppa Italia. Nel 1987 viene ceduto al Cesena, sempre in massima serie. Nel 1988 approda al Bologna: alla prima di campionato 1988-1989 segna il primo gol al Pisa. Non segnò che un'altra piccola manciata di gol in tutta la stagione. Dopo un breve ritorno al Catanzaro nella stagione 1989-1990, partecipa alla Coppa UEFA 1990-1991 con il Bologna, segnando il rigore decisivo per il passaggio del turno contro l'Admira Wacker.
Nel 1991 si trasferisce in Serie B col Taranto; mentre nel 1993 viene ceduto alla Pistoiese dove alla seconda stagione contribuisce alla promozione tra i cadetti, categoria nella quale milita l'anno seguente. Nel 1996 si trasferisce al Forlì e poi al Gubbio (Serie C2), prima di chiudere col calcio giocato all'Arezzo in Serie C1 a 35 anni.
Terminata la carriera di giocatore ha intrapreso quella di allenatore. Nella stagione 2023/24 alla guida dei giovani della Sammaurese Under 18 si è laureato campione d'Italia battendo in finale a Firenze l'Aranova.
Fino al 29 dicembre 2008 ha detenuto il record dell'espulsione più rapida, rimanendo in campo per soli dieci secondi.

## Palmarès

### Giocatore
- Campionato Interregionale: 1

Cesenatico: 1982-1983 (girone F)
- Campionato italiano Serie C1: 1

Catanzaro: 1984-1985 (girone B)
- Campionato Nazionale Dilettanti: 1

Gubbio: 1997-1998 (girone E)